# Барон Сегрейв

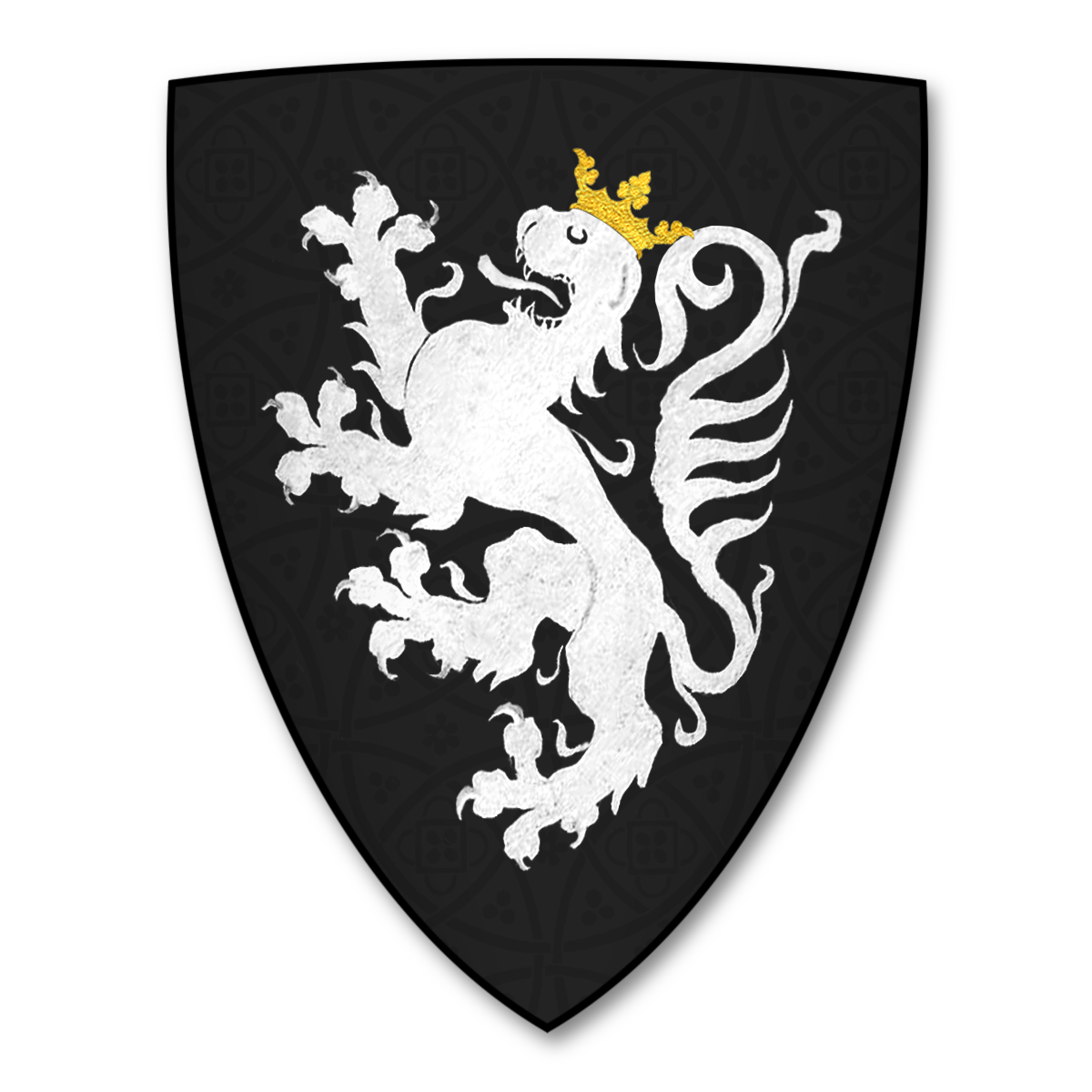
Герб Джона де Сегрейва, 2-го барона Сегрейва

Барон Сегрейв (англ. Baron Segrave) — английский пэрский титул, существующий с 1295 года. Первоначально принадлежал представителям рода Сегрейвов, затем посредством брака перешёл к дому Моубреев и был присоединён к титулу барона Моубрей. Владения баронов Сегрейв располагались в Лестершире.

## История титула

### Сегрейвы
Представители рода Сегрейв известны с конца XII века. Первым упоминаемым бароном был Гилберт Фиц-Херевард, землевладелец в Лестершире, упоминаемый во время правления Генриха II Плантагенета и Ричарда I. Он упоминается как шериф Уорикшира и Лестершира. Его сын, Стефан де Сегрейв (умер в 1241) во времена малолетства Генриха III занимал разные должности, а в 1232 году стал главным юстициарием Англии, сменив Хьюберта де Бурга. В 1234 году его с этого поста сместили, хотя позже он вернулся к королевскому двору. Его внук, Николас де Сегрейв (около 1238 — до 12 ноября 1295) был одним из самых заметных баронских лидеров во время правления Генриха III. 24 июня 1295 года он был вызван в парламент как 1-й барон Сегрейв, но вскоре умер.
Сын Николаса, Джон де Сегрейв (около 1258 — до 4 октября 1325), 2-й барон Сегрейв, принимал участие в военных кампаниях Эдуарда I в Уэльсе и Шотландии, в 1304—1305 годах руководил захватом Уильяма Уоллеса. Он регулярно вызывался в парламент в 1296—1325 годах, занимал различные должности. В 1297 году он был одним из лидеров баронской оппозиции Эдуарду I. Во время правления Эдуарда II он сохранил своё положение. Во время борьбы баронов против Пирса Гавестона Джон был на стороне баронской оппозиции.
Джон де Сегрейв, 4-й барон Сегрейв, женился на Маргарет Норфолкской, старшей дочери и наследнице Томаса Бразертона, графа Норфолка, ставшей после смерти отца в 1338 году графиней Норфолк. Его дочь и наследница, Элизабет, вышла замуж за Джона (III) де Моубрей, 4-го барона Моубрея, благодаря этому титул барона Сегрейва, а позже и наследство Маргарет, перешли к Моубреям.
О дальнейшей истории титула барона Сегрейв креации 1295 года см. Барон Моубрей.
Также в августе 1295 году был создан титул барона Сегрейва из Стоу для Николаса Сегрейва Младшего (после 1256 — 25 ноября 1321), второго сына Николаса Сегрейва, 1-го барона Сегрейва. Он имел значительные владения в Нортгемптоншире, Саффолке и Эссексе, в том числе замок в Бартон Сигрейв в Нортгемптоншире. Также благодаря браку он получил манор Стоу, по которому он себя называл «лорд Стоу». Николас принимал участие в шотландских походах Эдуарда I, в том числе в осаде замка Керлаверок. Во время военной кампании 1303—1304 годов он самовольно покинул армию, из-за чего был приговорён позже к смертной казни, заменённой на заключение в Тауэре. Позже был восстановлен в правах. После восхождения на престол Эдуарда II Николас первоначально был его преданным сторонником, получив должность маршала Англии. Но позже оказался в рядах баронской оппозиции возглавляемой Томасом Плантагенетом, 2-м графом Ланкастером, вассалом которого был Николас, лишившись должности маршала. Оставил единственную дочь Мод, ставшей наследницей его владений. Она была замужем за Эдмундом Богуном из Черч-Брамптона, но брак был бездетным, поэтому титул исчез.

### Новая креация титула
В 1831 году титул барона Сегрейва был создан для Уильяма Беркли (26 декабря 1786 — 10 октября 1857). В 1841 году для него был создан также титул 1-го графа Фицхардинга. Однако он умер бездетным, в результате чего титул угас.

## Список баронов Сегрейв

### Феодальные бароны Сегрейв
- Гилберт де Сегрейв (умер до ноября 1201), владелец Сегрейва, помощник шерифа Уорикшира и Лестершира.
- Стефан де Сегрейв (умер 9 ноября 1241), феодальный барон Сегрейв, констебль лондонского Тауэра в 1220, главный шериф Хартфордшира и Эссекса в 1221—1223, главный шериф Линкольншира в 1222—1224, главный шериф Бедфордшира и Бакингемшира в 1228—1234, главный шериф Уорикшира, Лестершира и Нортгемптоншира в 1229—1234 главный юстициарий Англии в 1232—1234, сын предыдущего.
- Гилберт де Сегрейв (умер до 8 октября 1254), феодальный барон Сегрейв с 1241, сын предыдущего.

### Бароны Сегрейв (1295)
Сегрейвы
- 1295: Николас де Сегрейв (ок. 1238 — до 12 ноября 1295), феодальный барон Сегрейв с 1254, 1-й барон Сегрейв (по призывной грамоте) с 1295, сын предыдущего
- 1295—1325: Джон де Сегрейв (ок. 1258 — до 4 октября 1325), 2-й барон Сегрейв с 1295, сын предыдущего
- 1325: Стефан де Сегрейв (ум. до 12 декабря 1325), 3-й барон Сегрейв с 1325, сын предыдущего
- 1325—1353: Джон де Сегрейв (ок. 1315 — 1 апреля 1353), 4-й барон Сегрейв с 1325, граф Норфолк (по праву жены) с 1338, сын предыдущего
- 1353 — до 1368: Элизабет де Сегрейв (25 октября 1338 — до 1368), 5-я баронесса Сегрейв с 1353, дочь предыдущего
муж: с 1349 Джон (III) де Моубрей (25 июнь 1340 — 1368), 4-й барон Моубрей с 1361, барон Сегрейв (по праву жены) с 1353

Моубреи
- 1368—1380: Джон (IV) де Моубрей (3 августа 1365 — 1380), 6-й барон Сегрейв ранее 1368, 5-й барон Моубрей с 1361, 1-й граф Ноттингем с 1377, сын предыдущих
- 1380—1399: Томас (I) де Моубрей (22 марта 1366 — 22 сентября 1399), 6-й барон Моубрей и 7-й барон Сегрейв с 1382, 1-й граф Ноттингем с 1383, 3-й граф Норфолк с 1398, 1-й герцог Норфолк с 1398, граф Маршал в 1386—1398, брат предыдущего
- 1399—1405: Томас (II) Моубрей (17 сентября 1385 — 8 июня 1405), 4-й граф Норфолк и 2-й граф Ноттингем, 7-й барон Моубрей и 8-й барон Сегрейв, граф Маршал с 1399, сын предыдущего
- 1405—1432: Джон (V) Моубрей (1392 — 19 октября 1432), 5-й граф Норфолк и 3-й граф Ноттингем, 8-й барон Моубрей и 9-й барон Сегрейв, граф Маршал с 1405, 2-й герцог Норфолк с 1425, брат предыдущего
- 1432—1461: Джон (VI) Моубрей (12 сентября 1415 — 6 ноября 1461), 3-й герцог Норфолк, 6-й граф Норфолк, 4-й граф Ноттингем, 9-й барон Моубрей, 10-й барон Сегрейв и граф Маршал с 1432, сын предыдущего
- 1461—1476: Джон (VII) Моубрей (18 октября 1444 — 16/17 января 1476), 1-й граф Суррей с 1451, 4-й герцог Норфолк, 7-й граф Норфолк, 5-й граф Ноттингем, 10-й барон Моубрей, 11-й барон Сегрейв и граф Маршал с 1461, сын предыдущего
- 1476—1481: Анна Моубрей (10 декабря 1472 — незадолго до 26 ноября 1481), 8-я графиня Норфолк, 11-я баронесса Моубрей и 12-я баронесса Сегрейв с 1476; после её смерти титул барона Моубрей перешёл в состояние ожидания владельца
муж: с 15 января 1478 Ричард Шрусбери (17 августа 1473 — 1483), английский принц, 1-й герцог Йорк с 1474, 1-й граф Ноттингем с 1476, 1-й герцог Норфолк, 1-й граф Суррей с 1477, лорд-лейтенант Ирландии с 1479
- 1481—1483: в состоянии ожидания владельца

Говарды
- 1483—1485: Джон Говард (1428 — 22 августа 1485), 1-й барон Говард с 1470, 1-й герцог Норфолк, 12-й барон Моубрей и 13-й барон Сегрейв с 1483, правнук Томаса (I) де Моубрея, 1-го герцога Норфолка; после его гибели в битве при Босворте титул барона Моубрея в числе других титулов был конфискован королём Генрихом VII
- 1485—1554: конфискован
  - 1485—1524: Томас Говард (1443 — 21 мая 1524), 2-й барон Говард, 1-й граф Суррей в 1483—1514, граф Маршал с 1509, 2-й герцог Норфолк с 1514, 13-й барон Моубрей и 14-й барон Сегрейв де-юре
  - 1524—1554: Томас Говард (1473 — 25 августа 1554), 2-й граф Суррей с 1514, 3-й герцог Норфолк и 3-й барон Говард с 1524, граф Маршал с 1533, 14-й барон Моубрей и 15-й барон Сегрейв де-юре
- 1554—1572: Томас Говард (10 марта 1537 — 2 июня 1572), 4-й герцог Норфолк, 3-й граф Суррей и 4-й барон Говард с 1554, 13/15-й барон Моубрей и 14/16-й барон Сегрейв с 1554, праправнук предыдущего; в 1572 году был казнён, его титул барона Моубрея в числе других титулов был конфискован
- 1572—1604: конфискован
- 1604—1646: Томас Говард (7 июля 1585 — 4 октября 1646), 21-й граф Арундел, 1-й граф Суррей, 11-й барон Мальтраверс, 14/16-й барон Моубрей и 15/17-й барон Сегрейв с 1604, 1-й граф Норфолк с 1644, внук предыдущего
- 1646—1652: Генри Фредерик Говард (15 августа 1608 — 17 апреля 1652), 22-й граф Арундел, 2-й граф Норфолк, 2-й граф Суррей, 12-й барон Мальтраверс, 15/17-й барон Моубрей и 16/18-й барон Сегрейв с 1646, сын предыдущего
- 1652—1677: Томас Говард (9 марта 1627 — 13 декабря 1677), 23-й граф Арундел, 3-й граф Норфолк, 3-й граф Суррей, 13-й барон Мальтраверс, 16/18-й барон Моубрей и 17/19-й барон Сегрейв с 1652, 15-й барон Толбот и 14-й барон Фёрниволл с 1454, 5-й герцог Норфолк с 1660, сын предыдущего
- 1677—1684: Генри Говард (12 июля 1628 — 11 января 1684), 1-й барон Говард из замка Райзинг с 1669, 1-й граф Норвич с 1672, 6-й герцог Норфолк, 24-й граф Арундел, 4-й граф Норфолк, 4-й граф Суррей, 14-й барон Мальтраверс, 17/19-й барон Моубрей, 18/20-й барон Сегрейв, 16-й барон Толбот и 15-й барон Фёрниволл с 1677, брат предыдущего
- 1684—1701: Генри Говард (11 января 1654 — 2 апреля 1701), 7-й герцог Норфолк, 25-й граф Арундел, 5-й граф Норфолк, 5-й граф Суррей, 2-й граф Норвич, 15-й барон Мальтраверс, 18/20-й барон Моубрей, 19/21-й барон Сегрейв, 17-й барон Толбот, 16-й барон Фёрниволл, 2-й барон Говард из замка Райзинг и граф-маршал с 1684, сын предыдущего
- 1701—1732: Томас Говард (11 декабря 1683 — 23 декабря 1732), 8-й герцог Норфолк, 26-й граф Арундел, 6-й граф Норфолк, 6-й граф Суррей, 3-й граф Норвич, 16-й барон Мальтраверс, 19/21-й барон Моубрей, 20/22-й барон Сегрейв, 18-й барон Толбот, 17-й барон Фёрниволл, 3-й барон Говард из замка Райзинг и граф-маршал с 1701, племянник предыдущего
- 1732—1777: Эдвард Говард (5 июня 1686 — 20 сентябрь 1777), 9-й герцог Норфолк, 27-й граф Арундел, 7-й граф Норфолк, 7-й граф Суррей, 4-й граф Норвич, 17-й барон Мальтраверс, 20/22-й барон Моубрей, 21/23-й барон Сегрейв, 19-й барон Толбот, 18-й барон Фёрниволл, 3-й барон Говард из замка Райзинг и граф-маршал с 1732, брат предыдущего; прямых наследников он не оставил, после его смерти титул барона Моубрея перешёл в состояние ожидания владельца
- 1777—1878: в состоянии ожидания владельца

Стортоны
- 1878—1893: Альфред Джозеф Стортон (28 февраля 1829 — 18 апреля 1893), 20-й барон Стортон с 1872, 21/23-й барон Моубрей, 22/24-й барон Сегрейв;
- 1893—1936: Чарльз Ботольф Джозеф Стортон (23 мая 1867 — 29 июля 1936), 22/24-й барон Моубрей, 23/25-й барон Сегрейв и 21-й барон Стортон с 1893, сын предыдущего;
- 1936—1965: Уильям Мармадюк Стортон (31 августа 1895 — 1965), 23/25-й барон Моубрей, 24/26-й барон Сегрейв и 22-й барон Стортон с 1936, сын предыдущего;
- 1965—2006: Чарльз Эдвард Стортон (11 марта 1923 — 12 декабря 2006), 24/26-й барон Моубрей, 25/27-й барон Сегрейв и 23-й барон Стортон с 1965, сын предыдущего;
- с 2006: Эдвард Уильям Стефан Стортон (17 апреля 1953 — 30 января 2021), 25/27-й барон Моубрей, 26/28-й барон Сегрейв и 24-й барон Стортон с 2006, сын предыдущего;
- 2021 — настоящее время: Джеймс Чарльз Питер Стортон (род. 12 декабря 1991), 26/28-й барон Моубрей, 27/29-й барон Сегрейв и 25-й барон Стортон с 2006, единственный сын предыдущего.

### Бароны Сегрейв из Стоу (1295)

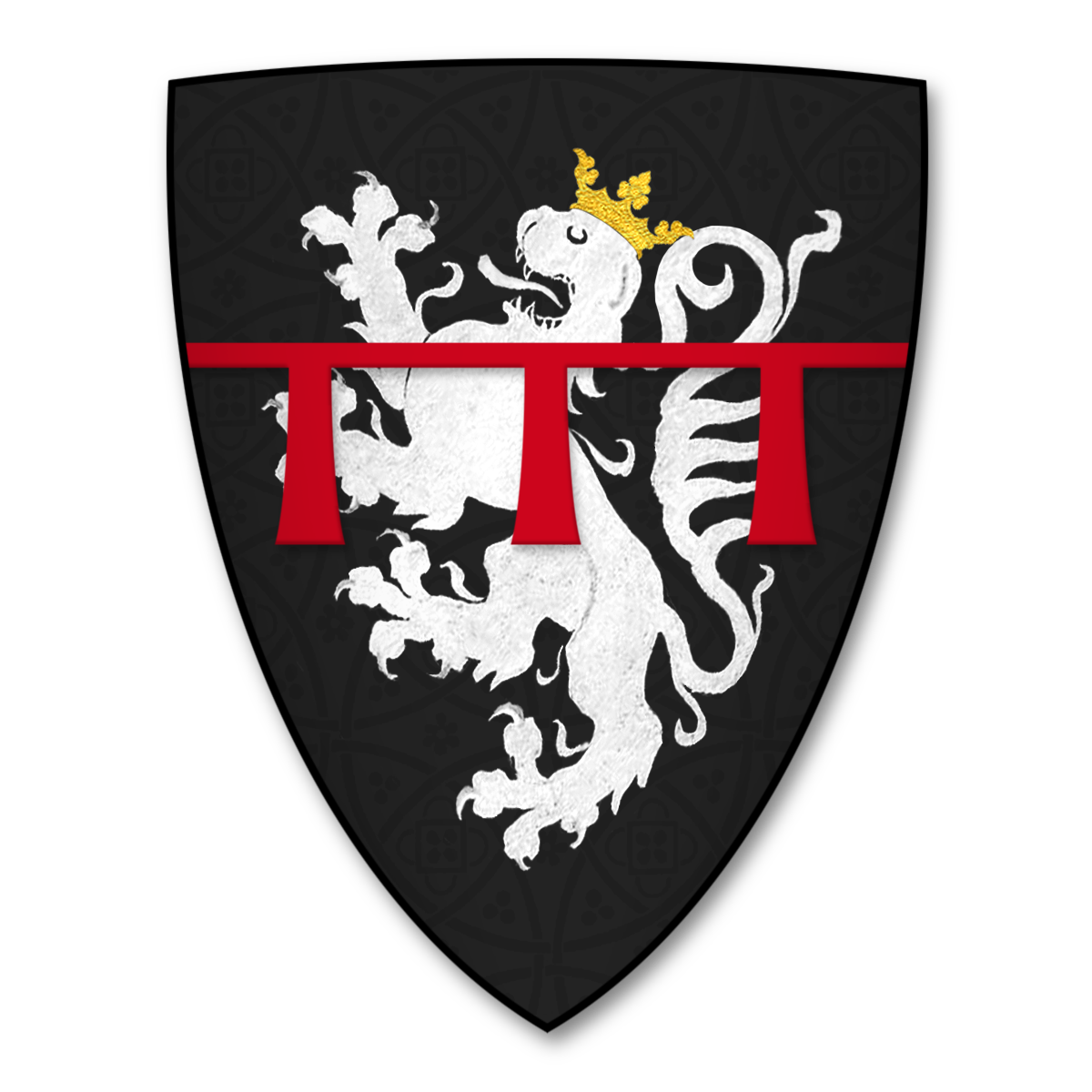
Герб Николаса де Сегрейва, барона Стоу

- 1295—1321: Николас Младший Сегрейв (после 1256 — 25 ноября 1321), 1-й барон Сегрейв из Стоу с 1295, маршал Англии в 1308—1316, сын Николаса де Сегрейва, 1-го барона Сегрейва[5];
- 1321—1335: Мод Сегрейв (около 1296 — 20 марта 1335), 2-я баронесса Сегрейв из Стоу с 1321; муж: Эдмунд Богун из Черч-Брамптона[5][6].

### Бароны Сегрейв (1831)
- 1831—1857: Уильям Беркли (26 декабря 1786 — 10 октября 1857), 1-й барон Сегрейв с 1831, 1-й граф Фицхардинг с 1841.